# بری بارتون
بری بُرتون (به انگلیسی: Barry Burton) نام یکی از شخصیت‌های سری رزیدنت ایول است، که یکی از اعضای اصلی تیم آلفای استارز و شخصیت یاری‌رسان جیل ولنتاین، در نسخهٔ نخست بازی رزیدنت ایول است.
او در بازی‌های رزیدنت ایول گایدن(از شخصیت‌های اصلی) و رزیدنت ایول ۵: نسخهٔ طلایی(در مینی‌گیم Mercenaries) به عنوان شخصیت قابل کنترل حضور دارد. کار صداگذاری این شخصیت، در نسخهٔ نخست رزیدنت را Barry Gjerde، در بازی بازسازی شدهٔ نسخهٔ نخست Ed Smaron و در رزیدنت ایول ۵: نسخهٔ طلایی Jamieson Price انجام دادند.
بری بُرتون در ۱ دسامبر ۱۹۶۲ متولد شد. او از اعضای پیشین نیروی هوایی و دوست خانوادگی کریس ردفیلد بود. کریس با پیشنهاد او، به گروه استارز پیوسته بود. نام همسر بری، کتی بُرتون و فرزندانش، مویرا بُرتون و پولی بُرتون هستند، که بری بسیار به آن‌ها وابسته و علاقمند بود. آلبرت وسکر، از این نقطه‌ضعف بری، به سود خود استفاده می‌کرد و همواره در برابر همکاری نکردن بری در نقشه‌هایش، خانوادهٔ او را مورد تهدید قرار می‌داد.
در جریان رویداد کوهستان آرکلی، تیم براووی استارز جهت بررسی به کوهستان آرکلی اعزام شدند. با مفقود شدن تیم براوو، استارز، تیم اصلی خود (تیم آلفا) را به محل اعزام می‌کند. بری بُرتون نیز در این تیم حضور داشت. اعضای تیم آلفا پس از حملهٔ سگ‌های وحشی، به درون عمارت اسپنسر پناه می‌برند اما این عمارت هرگز امن نبود. در هر حال، بری بُرتون، جیل ولنتاین، کریس ردفیلد و ربکا چمبرز موفق شدند پس از این رویدادها، با استفاده از بالگرد از عمارت بگریزند.
پس از رویداد عمارت اسپنسر، بری برای تأمین امنیت خانواده‌اش، آن‌ها را به کانادا منتقل کرد و در کنار کریس و جیل، در تلاش برای افشای جنایت‌های شرکت آمبرلا برآمد، اما کاری از پیش نبرد. کریس برای بررسی بیشتر فعالیت‌های غیرقانونی آمبرلا به اروپا رفت و منتظر بود تا جیل و بری به او بپیوندند. در جریان شیوع ویروس T در شهر راکون و تبدیل شدن مردم شهر به زامبیها، بری شهروندانی که هنوز به ویروس مبتلا نشده بودند را با بالگرد از شهر خارج کرد. بری بُرتون برای نجات جیل به شهر بازگشت و با کارلوس اولیویرا برخورد کرد. کارلوس یکی از اعضای U.B.C.S است و به همراه جیل درتلاش برای فرار از شهر بود. سرانجام نیز، پیش از نابودی کامل شهر به وسیلهٔ بمب هسته‌ای، بری، کارلوس و جیل با کمک بالگرد از شهر می‌گریزند.
وی در فیلم رزیدنت اویل :قصاص در مقر آمبرلا در روسیه به ضرب گلوله جهت حفظ جان ایدا وانگ کشته می‌شود

## رزیدنت ایول: افشاگری‌ها ۲
در حدود اواخر سال 2009 ، پس از حادثهٔ کیجوجو بار دیگر کریس و بری با یکدیگر ملاقات کردند.  کریس از بری خواست تا به تیم B.S.A.A بپیوندد شود. در نهایت بری کارش را در این سازمان به عنوان مشاور مهارت‌های رزمی ، شروع کرد و در کنار کریس آموزش سربازان نسل جوان این سازمان را بر عهده گرفت تا آیندهٔ آن را بسازد.
بری با خواهر کوچک‌تر کلر کریس هم طی ملاقات با او هنگام دوستی اش با دختر بزرگش مویرا رابطهٔ دوستانه برقرار کرد و این چنین مربی خواهر و برادر Redfield شد.
در سال 2011 مویرا خواست به TerraSave بپیوندد ولی بری با او مخالفت کرد. به هر حال او به این سازمان ملحق و نهایتاً توسط گروهی ربوده شد.
پس از این حادثه ، بری  موفق به نجات کلر  شد و فهمید که او و دخترش را ربوده بودند و به جزیره‌ای فرستادند. بری این اطلاعات را موقعی که کلر  را به بیمارستان می بردند ، فهمید. زمانی که سعی می‌کرد کلر  را بیدار کند. در این لحظهکلر  چشمانش را باز کرد و بری پرسید که چه بلایی سر مویرا آمده‌است. کلر بخاطر اتفاقی که برای  مویرا افتاده بود عذرخواهی کرد و پس از آن توسط پزشکان به بخش مراقبت‌های ویژه منتقل شد. بری از اینکه فهمید چه بلایی سر دخترش آمد ناراحت شد.
بری مرگ مویرا را پذیرفت ولی تلاش کرد تا برای به دست آوردن اطلاعات بیشتر به جزیره برود
شش ماه بعد ، او توانست سیگنالی را که مویرا ارسال کرده بود ، بیابد و بر این باور بود  که مویرا آن را اخیرا ارسال کرده‌است و قدردان این بود که موفق به تعیین مختصات جزیره شد. وقتی به جزیره رسید ، دختری به نام ناتالیا را ملاقات کرد. بری از او خواست در پشت قایق مخفی شود تا او باز گردد اما ناتالیا با اصرار خواست همراهش برود. بری چاره‌ای جز بردن ناتالیا نداشت. او زود فهمید که ناتالیا قدرتی خاص دارد که توسط آن می‌تواند جای دشمنان را تشخیص دهد و به بری در تحقیقاتش کمک کند.
زمانی که به برج رادیویی رسیدند ، بری صدای مویرا و کلر را از برج رادیویی شنید که در حدود شش ماه پیش می گفتند به سمت Wossek می روند. چیزی که بری را بیشتر از این شوکه کرد ، حرف ناتالیا بود. او در حالی که سردرد شدیدی داشت گفت که مویرامرده است.
ناتالیا به بری برجی را نشان داد که مویرا و کلر شش ماه قبل به آنجا رفته بودند. در این بین ، ناتالیا به او گفت که در حادثهٔ Terragrigia حضور داشت. این زمانی بود که مادر و پدر خود را از دست داد و توسط Neil Fisher ، عضو ارشد TerraSave نجات پیدا کرده بود. بری بعدها جسد یکی از اعضای TerraSave به نام Edward Thompson را یافت و به جنگ با عضو دیگر Pedro Fernandez ، TerraSave ، که جهش یافته بود و  مویرا و کلر پیش از این با وی رو به رو شده بودند پرداخت. در این لحظه او به یاد آورد که خطرات ناشی از جنگ و مقابله با بیوترورسیم را به مویرا گوشزد کرده بود.
آنها به برج نیمه ویران رسیدند. درون اتاق پر از شمع و نقاشی بود و در میان اشیا درون اتاق ، عکسی از آلبرت وسکر کنار یک زن دیدند. ناتالیا با نگاه به آن عکس ترسید و آن زن را به عنوان Alex Wesker شناخت. بری از شنیدن نام وی شوکه شد اما پیش از این که چیزی از ناتالیا بپرسد ، صدای خندهٔ زنی شنیده شد که شنل و چهرهٔ عجیبی داشت. او به آن دو نزدیک شد و به ناتالیا اشاره کرد.پس از ان بری ساختمان را ویران‌کرد و به راهشان ادامه دادند.پس از مدتی انها به محل متروکه ای که به نظر می امد یک معدن باشد رسیدند و در انجا دوباره با 
Alex weskerروبه رو شدند درحالی که جهش یافته و بزرگ شده بود.بری بعد از شکست دادن Alex شکه شد فهمید که ناتالیا نه تنها قدرت خاصی دارد بلکه او همان alex wesker است. در واقع او توسط دارویی از روح alex تبعیت میکند
بعد از مدتی بری متوجه شد مویرا توسط مردی نجات پیدا کرده و با یکدیگر به شهر برمیگردند. اما ناتالیا برای نقشه بعدی خود 
فکر میکند.در رزیدنت اویل رولیشنز ۳ خواهیم دید که ناتالیا چه کار میکند

## میراث وسکر
آن هیولا خود را Alex Wesker معرفی می‌کند. طی مکالمه‌ای کوتاه Alex  می گفت Moira  را کشته است. Alex  Revenant‌هایی را فراخواند تا Natalia  را بکشند ، Barry  با شلیک کردن به نقاط ضعیف ساختمان‌ها و ریختن آوار بر سر  Revenantها از Natalia  دفاع می‌کرد.
وقتی دیگر دلیلی برای جست و جوی  Moira نبود , Barry  هدفش را به سالم خارج کردن Natalia  از جزیره تغییر داد.
در راهشان به فاضلاب ، جسد Evgeny Rebic را در خانه‌اش در فاضلاب که Claire  و Moira  6 ماه قبل با آن مواجه شده بودند پیدا کردند. موبایل Moira  با یک صدای ضبط شده 6 ماه قبل ضبط کرده بود در نزدیکی محل است. Barry  با دانستن این که Alex  به دخترش صدمه زده با عصبانیت دستانش را مشت کرد و تصمیم گرفت از Natalia  در مقابل Alex  محافظت کند.
Barry  سفر خود در جزیره را ادامه می‌دهد ، غافل از این که Alex  در طول راه در کمین آنهاست.
Alex  با یک حملهٔ غالفگیرکننده Barry را به تله انداخت و Natalia  را دستگیر کرد.
این که چه اتفاقی برای Alex  افتاد و چرا بدون Natalia  فرار کرده هنوز یک راز مانده‌است

## Destroying the Bloodline
Barry دوباره هوشیاری خود را به دست می‌آورد و دوباره به Natalia  می پیوندد.
Barry  و Natalia  برای انتقام مرگ Moira  ، سر از آزمایشگاه مخفی Alex  واقع در اعماق معدن جزیره در می‌آورند.
وقتی آن‌ها بیشتر به اعماق می روند ، Alex  شروع به سرزنش کردن Natalia  می‌کند تا او را دلسر کند.
Alex  حتی با پاره کردن عروسک Natalia  به کارش ادامه می‌دهد و آن را میخ می زند تا Natalia  آن را ببیند.
وقتی در آزمایشگاه با او رو به رو شدند ، Barry  فهمید Alex  قبلاً ویروس Uroboros را به خود تزریق کرده.
Barry  با Alex  می جنگد تا از Natalia  محافظت کند تا Alex  از حال می‌رود.
اما Alex  در حقیقت خود را به مردن زده بود.
Alex  فوراً به هوش می‌آید و بی‌درنگ به او ضربه می زند و Natalia  را می رباید.
قبل از این که Barry  به تواند کاری کند ، Moira  می‌آید و از Hand Gun  خود برای گیج کردن Alex  استفاده می‌کند و Natalia  را قبل از له شدن نجات می‌دهد.
دیدار Barry  و دخترش مدت زیادی طول نکشید.
Alex  از شاخک‌هایش استفاده می‌کند تا دوباره جهش پیدا کند. Alex  آن‌ها را وادار می‌کند که به طرف تخته سنگ‌های ساحل بروند. در ابتدا به نظر می رسید که همه چیز تمام شده تا این که Claire Redfield  با یک هلیکوپتر می‌آید.

## Post Sushestvovanie
در ۲۰۱۳ ، دو سال بعد از آن اتفاقات ، Barry  سعی می‌کند که پدر خوبی برای فرزندانش باشد.
در خانهٔ Barry  در کانادا ، Barry  مشغول آماده شدن قبل از آمدن Claire  است.
Barry  در حالی که تلویزیون خبر یک حملهٔ بیوتروریسم که مقصر آن Neo Umbrella  بود را پخش می‌کرد ، از Polly  جای ژاکتش را می پرسد